# Karetu (rivière)

La rivière Karetu  (en anglais : Karetu River) est un cours d’eau de l’est de l’Île du Sud de la Nouvelle-Zélande .

## Géographie
Elle s’écoule vers le sud à partir des pentes du ‘Mont Karetu’ avant de se déverser dans la rivière Okuku à l’angle de la  Plaine de Canterbury à 40 km au nord-ouest de Christchurch.